# Corner de Joseph Leiter sur le blé en 1897 à Chicago
Le corner de Joseph Leiter sur le blé en 1897 à Chicago est l'un des trois plus gros corner du XIXe siècle sur le Chicago Board of Trade, à une époque où les négociants américains de la région des Grands Lacs voient leur surface financière et leurs ambitions croître rapidement. Joseph Leiter a ainsi réussi à monopoliser le blé américain pendant plusieurs semaines, mais les arrivages venant de Russie, d'Inde, d'Argentine, et de petits opérateurs américains sont venus à bout de sa puissance. Le père de Joseph Leiter va devoir mettre la main au portefeuille et dépenser 9,5 millions  de dollars pour tirer son fils d'affaire.

## Histoire
Le "corner" réussi de l'automne 1897 sur le blé à Chicago va durer jusqu'au printemps 1898 puis échouer. Il est piloté par le spéculateur Joseph Leiter, un jeune diplômé de Harvard âgé de seulement 28 ans, héritier d'une grande fortune de la ville, acquise par son père Levi Z. Leiter dans les premiers supermarchés puis dans la banque et l'immobilier.
Joseph Leiter commence ses achats en 1897 lorsque le blé ne vaut encore que 67 cents par boisseau. Il profite de récoltes de blé en baisse en Inde et en Europe, qui dopent les cours en offrant des perspectives d'exportation. En septembre, le blé vaut déjà 96 cents par boisseau, puis atteint 1,08 dollar par boisseau le 8 décembre. Mais entre-temps, Leiter finit par trouver en face de lui le vendeur à terme Philip D. Armour, menacé par la hausse des cours, alors que la saison des livraisons de blé des Grands lacs est terminée. Surnommé "Peedee", Philip D. Armour est un négociant expérimenté et autodidacte, qui a lui-même fait fortune en spéculant sur le marché de la viande de porc pendant la guerre de Sécession. Installé depuis 1875 à Chicago, il est devenu le plus important propriétaire de silos élévateurs de la ville.
Philip D. Armour a eu vent de l'opération de Joseph Leiter sur le blé et créé la surprise en s'y opposant par de grands moyens : dès le début décembre 1897, il est vendeur à terme de près de 9 millions de boisseaux, alors que les achats massifs de Leiter sur le marché physique ont fait chuter le niveau dans ses silos à seulement 350 000 boisseaux. Il tient bon, et se fait aider par le négociant de Minneapolis Franck Peavey. Il embauche aussi une flotte de remorqueurs brise-glaces pour amener dix millions de boisseaux de blé des grands lacs, malgré la glace, jusqu'à Chicago et briser la pénurie de court terme sur l'échéance la plus rapprochée.
D'autres approvisionnements arrivent de différentes parties des États-Unis. Les cours retombent, mais Leiter ne s'avoue pas vaincu. Son père intervient financièrement en sa faveur va et dépenser au total 9,5 millions  de dollars pour tirer son fils d'affaire. Joseph Leiter conserve ses positions sur les échéances suivantes. L'offre tendue les font monter à 1,85 dollar dès le printemps 1898, d'autant que le marché du blé spécule sur une guerre des États-Unis contre l'Espagne, nécessitant de gros achats de blé pour nourrir les soldats. Mais les événements se retournent contre les spéculateurs. Dès le 2 juin, du blé de printemps arrive du Texas, du jamais vu aussi tôt et 10 jours plus tard, le débarquement des "Marines" américain à Cuba signifie la fin probable de la guerre d'indépendance cubaine, et donc du conflit contre l'Espagne.
Joseph Leiter et les membres de sa famille perdent plusieurs millions de dollars et il est radié du marché à terme. Plusieurs mois plus tard, il reconnaitra des pertes totales de 20 millions de dollars dans cette spéculation.